# Tozkhurmato
Tozkhurmato (arabiska: Ţūzkhūrmātū, طوزخورماتو, طوز, طوز خورماتو, kurdiska: Tuz Xurmatu, توزخورماتو) är en distriktshuvudort i Irak.   Den ligger i distriktet Tooz District och provinsen Saladin, i den centrala delen av landet, 170 km norr om huvudstaden Bagdad. Tozkhurmato ligger 227 meter över havet och antalet invånare är 59 886.
Terrängen runt Tozkhurmato är platt. Runt Tozkhurmato är det ganska glesbefolkat, med 38 invånare per kvadratkilometer. Det finns inga andra samhällen i närheten. Omgivningarna runt Tozkhurmato är i huvudsak ett öppet busklandskap.